# Bernd Jäkel
Bernd Jäkel (Berlín Oriental, 1 de mayo de 1954) es un deportista alemán que compitió para la RDA en vela en las clases Star y Soling.
Participó en cuatro Juegos Olímpicos de Verano, obteniendo en total dos medallas de oro: en Seúl 1988 y en Atlanta 1996 (ambas en la clase Soling junto con Jochen Schümann y Thomas Flach), el cuarto lugar en Barcelona 1992 (Soling) y el octavo en Moscú 1980 (clase Star).
Ganó cuatro medallas en el Campeonato Mundial de Soling entre los años 1986 y 1996, y nueve medallas en el Campeonato Europeo de Soling entre los años 1985 y 1994.

## Palmarés internacional
| \| Representando a la RDA \| \| \| \| \| Juegos Olímpicos \| \| \| \| \| Año \| Lugar \| Medalla \| Clase \| \| 1988 \| Seúl (Corea del Sur) \| Medalla de oro \| Soling \| \| Campeonato Mundial \| \| \| \| \| Año \| Lugar \| Medalla \| Clase \| \| 1986 \| La Trinité-sur-Mer (Francia) \| Medalla de bronce \| Soling \| \| Campeonato Europeo \| \| \| \| \| Año \| Lugar \| Medalla \| Clase \| \| 1985 \| Balatonfüred (Hungría) \| Medalla de plata \| Soling \| \| 1986 \| Warnemünde (RDA) \| Medalla de oro \| Soling \| \| 1987 \| Karlshamn (Suecia) \| Medalla de plata \| Soling \| \| 1988 \| Alassio (Italia) \| Medalla de oro \| Soling \| \| 1989 \| Oslo (Noruega) \| Medalla de bronce \| Soling \| \| 1990 \| Prien (RFA) \| Medalla de plata \| Soling \| \| 1991 \| Pornichet (Francia) \| Medalla de bronce \| Soling \| \| Representando a Alemania \| \| \| \| \| Juegos Olímpicos \| \| \| \| \| Año \| Lugar \| Medalla \| Clase \| \| 1996 \| Atlanta (Estados Unidos) \| Medalla de oro \| Soling \| \| Campeonato Mundial \| \| \| \| \| Año \| Lugar \| Medalla \| Clase \| \| 1991 \| Rochester (Estados Unidos) \| Medalla de plata \| Soling \| \| 1992 \| Cádiz (España) \| Medalla de oro \| Soling \| \| 1996 \| Punta Ala (Italia) \| Medalla de bronce \| Soling \| \| Campeonato Europeo \| \| \| \| \| Año \| Lugar \| Medalla \| Clase \| \| 1993 \| Portorož (Eslovenia) \| Medalla de oro \| Soling \| \| 1994 \| Vilamoura (Portugal) \| Medalla de oro \| Soling \| |                              |                   |        |
| Representando a la RDA |                              |                   |        |
| Juegos Olímpicos |                              |                   |        |
| Año | Lugar                        | Medalla           | Clase  |
| 1988 | Seúl (Corea del Sur)         | Medalla de oro    | Soling |
| Campeonato Mundial |                              |                   |        |
| Año | Lugar                        | Medalla           | Clase  |
| 1986 | La Trinité-sur-Mer (Francia) | Medalla de bronce | Soling |
| Campeonato Europeo |                              |                   |        |
| Año | Lugar                        | Medalla           | Clase  |
| 1985 | Balatonfüred (Hungría)       | Medalla de plata  | Soling |
| 1986 | Warnemünde (RDA)             | Medalla de oro    | Soling |
| 1987 | Karlshamn (Suecia)           | Medalla de plata  | Soling |
| 1988 | Alassio (Italia)             | Medalla de oro    | Soling |
| 1989 | Oslo (Noruega)               | Medalla de bronce | Soling |
| 1990 | Prien (RFA)                  | Medalla de plata  | Soling |
| 1991 | Pornichet (Francia)          | Medalla de bronce | Soling |
| Representando a Alemania |                              |                   |        |
| Juegos Olímpicos |                              |                   |        |
| Año | Lugar                        | Medalla           | Clase  |
| 1996 | Atlanta (Estados Unidos)     | Medalla de oro    | Soling |
| Campeonato Mundial |                              |                   |        |
| Año | Lugar                        | Medalla           | Clase  |
| 1991 | Rochester (Estados Unidos)   | Medalla de plata  | Soling |
| 1992 | Cádiz (España)               | Medalla de oro    | Soling |
| 1996 | Punta Ala (Italia)           | Medalla de bronce | Soling |
| Campeonato Europeo |                              |                   |        |
| Año | Lugar                        | Medalla           | Clase  |
| 1993 | Portorož (Eslovenia)         | Medalla de oro    | Soling |
| 1994 | Vilamoura (Portugal)         | Medalla de oro    | Soling |